# صبير خذروفي
صبير خذروفي (الاسم العلمي:Opuntia turbinata) هو نوع من النباتات يتبع جنس الصبير من الفصيلة الصبارية.